# Suzuki Electrically Controlled Variable Transmission
SECVT staat voor: Suzuki Electrically Controlled Variable Transmission.
Dit is een automatische transmissie die ontwikkeld werd door Van Doorne's Transmissie en afstamt van de DAF-Variomatic. Bij de Daf werd het pneumatisch gestuurd, op de Suzuki AN 650 Burgman scooter uit 2002 werd het elektrisch gestuurd en schakelbaar. De stalen duwband van van Doorne, die in een olienevel draait, werd door Suzuki vervangen door de droge Dry Hybird Composite Belt (DHCB).